# Kampai (Peninjauan)
Kampai is een bestuurslaag in het regentschap Ogan Komering Ulu van de provincie Zuid-Sumatra, Indonesië. Kampai telt 494 inwoners (volkstelling 2010).